# Ifigenia in Aulide (Graun)
Ifigenia in Aulide è un'opera lirica in tre atti del compositore tedesco Carl Heinrich Graun (1703 - 1759), fratello minore di Johann Gottlieb Graun.
Composta su un libretto che Leopoldo di Villati aveva derivato dall'Iphigénie di Racine, fu rappresentata alla Hofoper di Berlino il 13 dicembre 1748.
Si considera che alla stesura del libro - rivisto nella versione finale da Villati - abbia collaborato lo stesso re di Prussia Federico II il Grande (grande appassionato di lirica e che per lo stesso Graun scriverà il libretto dell'opera Montezuma, messa in scena al Teatro di Corte di Berlino il 6 gennaio 1755).
Già vent'anni prima di questa opera, Graun - che fu un autore prolifico nonostante la sua relativamente breve vita - aveva già trattato questo tema con Iphigenia in Aulis, opera anch'essa in tre atti, composta su libretto di Georg Caspar Schürmann e Christian Heinrich Postel, e data a Braunschweig.

## Trama

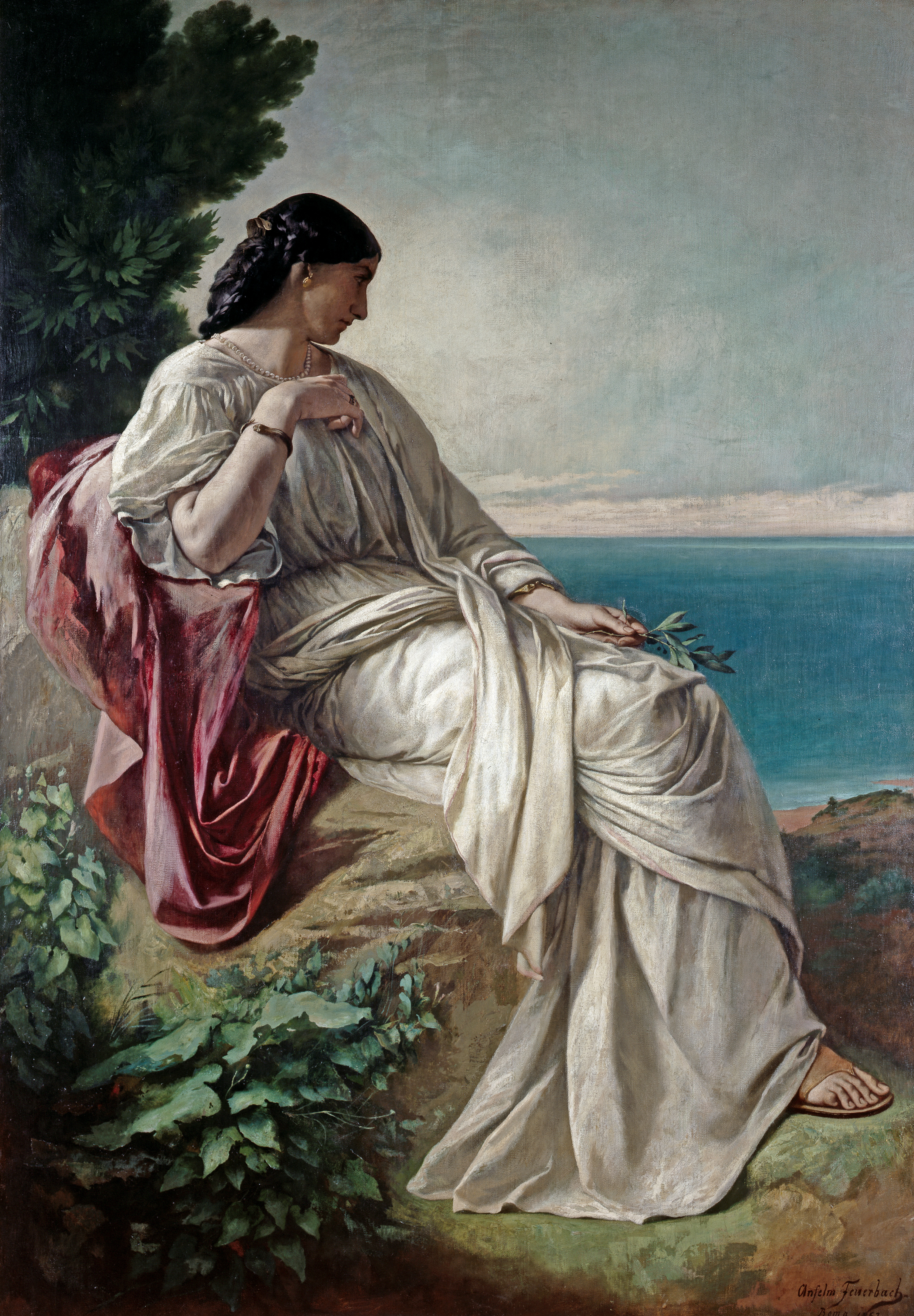
Ifigenia in un ritratto di Anselm Feuerbach

Nella regione dell'Aulide il sovrano greco Agamennone sceglie di partire assieme al fratello Menelao e a tutta la flotta della Grecia per Troia. Infatti la bella Elena, sposa di Menelao e regina di Sparta, è appena stata rapita dal pusillanime Paride, Principe di Troia e figlio del re Priamo; tuttavia il responso dell'indovino Calcante affinché la partenza sia favorevole è più che negativo. Il mare improvvisamente diventa furente perché si viene a scoprire che Agamennone ha offeso gravemente una dea (Artemide) durante una caccia. Agamennone, essendo un uomo dispotico e rozzo, ordina a Calcante di trovare subito una soluzione e di non stare a pensare agli Dei, ma costui replica che, avendo parlato con gli Immortali dell'Olimpo, ha scoperto che per far calmare il mare necessita il sacrificio di una persona molto cara ad Agamennone: la figlia Ifigenia. Agamennone incomincia a imprecare e a bestemmiare sia contro Calcante sia contro gli Dei, peggiorando la situazione. Il fratello Menelao lo insulta riguardo al suo comportamento scorretto nei confronti degli esseri più superiori di lui e Agamennone raddoppia la sfuriata contro il fratello. Alla fine, calmatosi, Agamennone decide di far uccidere la figlia ma con un inganno: comanda ai soldati Ulisse e Diomede di andare a prelevare la ragazza, ma con la scusa che deve partire per l'isola di Ftia dove il valoroso Achille intende sposarla. I due vanno e come prevedono contemplano tristemente la ragazza che gioisce per la notizia e che si fa scortare tranquilla fino alla piazza dove l'aspetta il sacerdote con il coltello sacro. Ifigenia subito si rende conto che qualcosa non va, ma ugualmente non oppone resistenza, troppo mossa dallo spavento. Il padre Agamennone non osa assistere e si allontana, mentre la madre Clitennestra sviene per il dispiacere. Ifigenia viene sgozzata seduta stante e poco tempo dopo giunge da Ftia Achille, venuto a sapere della bugia del matrimonio con la ragazza. Infuriato si dirige verso Agamennone e lo copre di insulti, rischiando di essere condannato. Agamennone lo scaccia via e Achille promette che non combatterà assieme ai Mirmidoni e all'amico Patroclo (tuttavia lo farà in seguito grazie all'intervento di Ulisse). Clitennestra, dopo la partenza dei due sommi sovrani della Grecia e del loro esercito, medita la vendetta assieme al parente Egisto.

## I melodrammi diIfigenia
- Ifigenia - Melodrammi di Domenico Scarlatti: Ifigenia in Aulide e Ifigenia in Tauri
- Ifigenia in Aulide - Melodramma di Apostolo Zeno (libretto)
- Ifigenia in Aulide - Opera lirica di Antonio Caldara
- Ifigenia in Aulide - Opera lirica di Luigi Cherubini, rappresentato a Torino nel 1788.
- Ifigenia in Aulide - Opera lirica di Christoph Willibald Gluck
- Ifigenia in Aulide - Opera lirica di Heinrich Graun (dello stesso autore e con medesimo soggetto anche Iphigenia in Aulis)
- Ifigenia in Aulide - Opera lirica di Niccolò Jommelli
- Ifigenia in Aulide - Opera lirica di Vicente Martín y Soler
- Ifigenia in Aulide - Opera lirica di Nicola Porpora
- Ifigenia in Aulide - Opera lirica di Tommaso Traetta
- Ifigenia in Tauride - Opera lirica di Michele Carafa
- Ifigenia in Tauride - Opera musicale di Hugh Clarke e Charles Wood
- Ifigenia in Tauride - Opera lirica di Henri Desmarets e André Campra
- Ifigenia in Tauride - Opera lirica di Christoph Willibald Gluck
- Ifigenia in Tauride - Opera musicale di Ludwig Theodor Gouvy
- Ifigenia in Tauride - Opera lirica di Niccolò Jommelli
- Ifigenia in Tauride - Opera lirica di Benedetto Pasqualigo (libretto)
- Ifigenia in Tauride - Opera lirica di Niccolò Piccinni
- Ifigenia in Tauride - Opera lirica di Giuseppe Orlandini
- Ifigenia in Tauride - Opera lirica di Domenico Scarlatti
- Ifigenia in Tauride - Opera lirica di Angelo Tarchi
- Ifigenia in Tauride - Opera lirica di Tommaso Traetta
- Ifigenia in Tauride - Opera lirica di Leonardo Vinci